# الیزابت گس
الیزابت گس (انگلیسی: Elizabeth Guess؛ زادهٔ ۱۱ ژانویهٔ ۱۹۸۵) بازیکن فوتبال اهل ایالات متحده آمریکا است.
از باشگاه‌هایی که در آن بازی کرده‌است می‌توان به بوستون بریکرز و باشگاه فوتبال پورتلند تورنز اشاره کرد.
وی همچنین در تیم ملی فوتبال زیر ۲۳ سال زنان ایالات متحده آمریکا بازی کرده‌است.